# Hyalinothrix millespina
Hyalinothrix millespina is een zeester uit de familie Ganeriidae.
De wetenschappelijke naam van de soort werd in 1911 gepubliceerd door Walter Kenrick Fisher.